# اینورنس (کالیفرنیا)
اینورنس (به انگلیسی: Inverness) یک منطقهٔ مسکونی در ایالات متحده آمریکا است که در شهرستان مارین، کالیفرنیا واقع شده‌است. اینورنس ۱۷٫۷۰۴ کیلومتر مربع مساحت و ۱٬۳۰۴ نفر جمعیت دارد و ۱۳ متر بالاتر از سطح دریا واقع شده‌است.